# Thierno Ballo
Thierno Mamadou Lamarana Ballo (* 2. Jänner 2002 in Abidjan, Elfenbeinküste) ist ein österreichischer Fußballspieler guineisch-ivorischer Abstammung. Er steht seit Juli 2022 beim Wolfsberger AC unter Vertrag.

## Karriere

### Verein
Ballo begann seine Karriere beim SV Chemie Linz. Zur Saison 2012/13 wechselte er zum LASK. Im Jänner 2013 wechselte er nach Deutschland in die Jugend von Bayer 04 Leverkusen. Zur Saison 2016/17 schloss er sich dem FC Viktoria Köln an. Zur Saison 2018/19 wechselte er nach England in die Jugend des FC Chelsea. Zur Saison 2019/20 rückte er in den Kader der U-23 der Londoner. In den folgenden zwei Spielzeiten kam er zu 33 Einsätzen für die Reserve Chelseas, in denen er acht Tore erzielte.
Im August 2021 kehrte Ballo leihweise nach Österreich zurück und wechselte zum SK Rapid Wien. Sein Debüt für die Wiener in der Bundesliga gab er im September 2021, als er am neunten Spieltag der Saison 2021/22 gegen den SK Sturm Graz in der 56. Minute für Kelvin Arase eingewechselt wurde. Für Rapid kam er insgesamt zu acht Bundesliga- bzw. 13 Pflichtspieleinsätzen. Anfang Februar 2022 wurde die Leihe vorzeitig beendet, nachdem sich Ballo bei den Wienern zumeist auf der Bank befunden hatte und er mit Yusuf Demir einen neuen Konkurrenten auf seiner Position bekommen hatte. Bei Chelsea spielte Ballo dann wieder für die Reserve, ehe er den Verein nach der Saison 2021/22 verließ.
Daraufhin kehrte er zur Saison 2022/23 nach Österreich zurück und wechselte zum Wolfsberger AC, bei dem er einen bis Juni 2024 laufenden Vertrag erhielt.

### Nationalmannschaft
Ballo spielte im Mai 2016 erstmals für eine österreichische Jugendnationalauswahl. Im August 2016 debütierte der damals 14-Jährige im U-17-Team. Mit diesem nahm er 2019 an der EM teil. Während des Turniers kam er in allen drei Partien Österreichs zum Einsatz, mit seinem Land schied er allerdings bereits in der Vorrunde aus. Im September 2018 debütierte er im U-19-Team, in dem er bis November 2019 zwölfmal zum Einsatz kam. Im November 2018 spielte er einmal in der U-18-Mannschaft.
Im März 2021 debütierte er gegen Saudi-Arabien für die U-21-Auswahl. In jenem Spiel, das Österreich mit 10:0 gewann, erzielte Ballo auch drei Tore. Im Mai 2024 wurde er, ohne bislang je im A-Nationalteam nominiert gewesen zu sein, in den vorläufigen Kader Österreichs für die EM 2024 berufen. Den Sprung in den finalen Kader schaffte er aber nicht. Sein Debüt im Nationalteam gab er schließlich im Juni 2025 in der WM-Qualifikation gegen San Marino.

## Erfolge
- Österreichischer Cupsieger: 2025

## Persönliches
Ballo wurde als Sohn einer Mutter aus Guinea und eines Vaters aus der Elfenbeinküste in der ivorischen Hauptstadt Abidjan geboren. Im Alter von fünf Jahren kam er nach Österreich, wo er in Linz aufwuchs.